# Eculizumab
Eculizumab es un medicamento que pertenece al grupo de los anticuerpos monoclonales. Su emplea  en el tratamiento de determinados casos de varias enfermedades raras: hemoglobinuria paroxística nocturna, síndrome hemolítico urémico y miastenia gravis. Se vende con el nombre comercial de Soliris.

## Mecanismo de acción
El mecanismo de acción se basa en bloquear el sistema del complemento, uniéndose a  C5  e  inhibiendo  su  activación. Los glóbulos rojos de las personas afectas de hemoglobinuria paroxística nocturna están alterados por un defecto genético que los hacen muy sensible al daño provocado por el complemento, de tal forma que se destruyen (lisis) con gran facilidad. Este fenómeno es disminuido en gran medida por el eculizumab gracias a su capacidad de inactivar el factor C3, componente crucial en la cadena del sistema del complemento.

## Efectos secundarios
Uno de los principales efectos secundarios descritos es el aumento de infecciones causadas por la bacteria Neisseria meningitidis, uno de los agentes que causa meningitis.